# Sint-Amanduskerk (Nederhasselt)

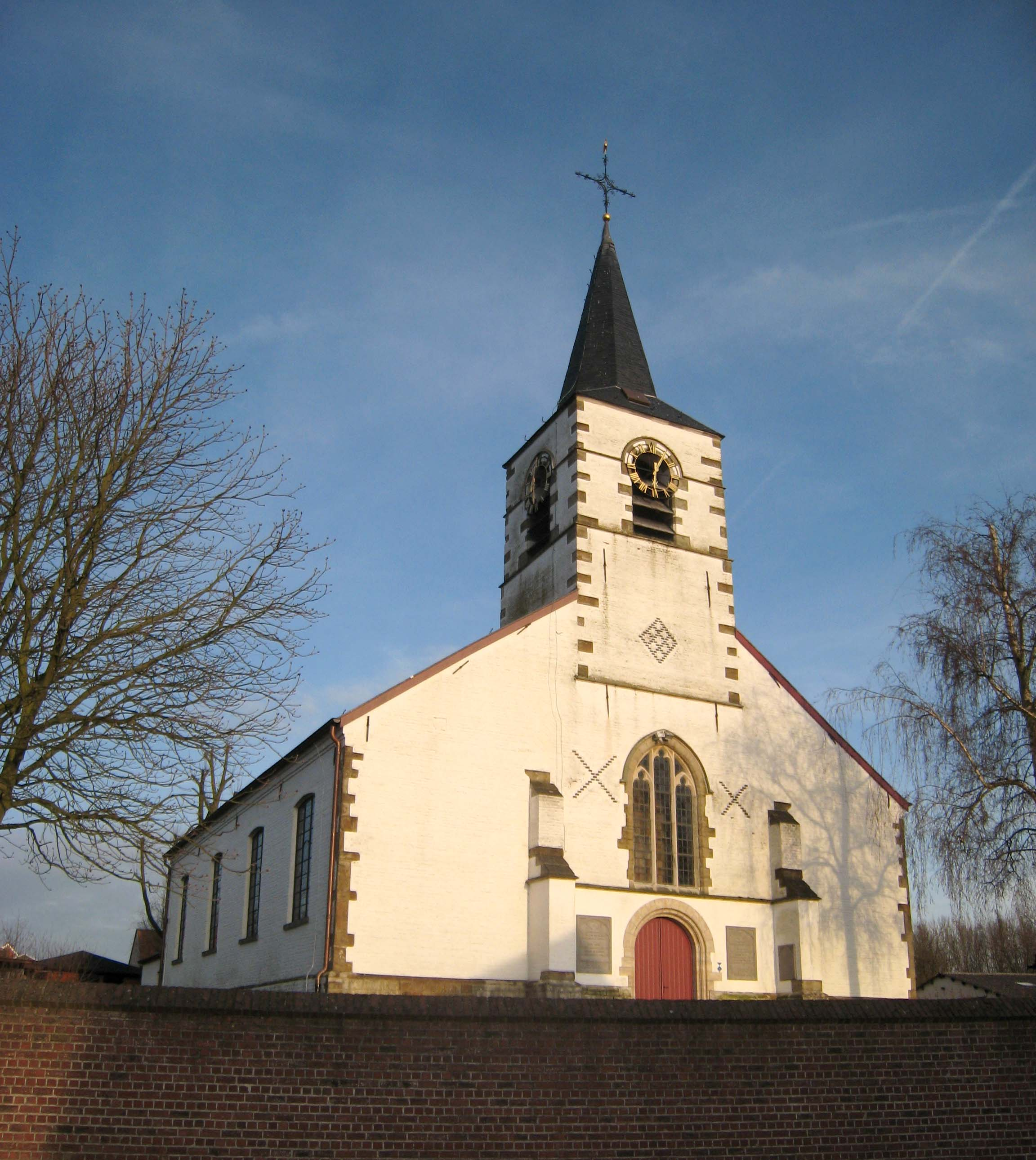
Sint-Amanduskerk

De Sint-Amanduskerk is de parochiekerk van de tot de Oost-Vlaamse gemeente Ninove behorende plaats Nederhasselt, gelegen aan de Beekstraat.

## Geschiedenis
Deze kerk was van de 12e eeuw tot 1803 een hulpkerk van de naburige parochie Aspelare. In 1803 werd ze tot zelfstandige parochiekerk verheven. Uit het kerkarchief van Aspelare blijkt dat er reeds vroeger pogingen waren gedaan door mensen uit Nederhasselt om beide parochies van elkaar te scheiden. Op 12 augustus 1796 schreef men vanuit Nederhasselt een eerste maal de aartsbisschop aan met een verzoek "om separate existensie ". Wettelijk waren de grenzen toen al uitgepaald en daarom had men in Nederhasselt liefst een eigen pastoor. Dit verzoek en de daaropvolgende werden afgewezen door het toenmalige bisdom Mechelen en het zou nog tot na het Concordaat van 1801 duren vooraleer Nederhasselt een zelfstandige parochie werd. Hierin eiste keizer Napoleon onder meer dat de bisschoppen opnieuw de parochies van hun bisdommen zouden afbakenen. In 1910 stichtte men een bijhuis te Nederhasselt van het klooster van Aspelare met lagere scholen en een kleuterklas.
Het laatromaanse zaalkerkje uit de 12e eeuw werd in de 15e eeuw uitgebreid met een zijbeuk en een klokkentorentje op de westgevel. In 1850 brak men de zijbeuk weer af en bouwde er symmetrisch twee nieuwe. Het witte kerkje beschikt over een uitzonderlijk zeldzame 'notabelenbank' en werd in de jaren '90 van de 20e eeuw grondig vernieuwd door de toenmalige pastoor. Bij die vernieuwingen werden achter een aantal schilderijen muurschilderingen gevonden.

## Gebouw
Het betreft een driebeukig georiënteerd kerkgebouw met ingebouwde laatgotische westtoren uit de 15e eeuw. De zijbeuken zijn 18e-eeuws en de kerk heeft een halfrond afgesloten koor. De kerk is gebouwd in baksteen terwijl zandsteen werd toegepast voor de oudere delen.

## Interieur
Het orgel van Pierre-Charles Van Peteghem werd in 1823-1856 getransformeerd door de gebroeders Reygaert uit Geraardsbergen en 1906 vernieuwd door de gebroeders Joris uit Ronse. De schilderijen "Geboorte" (1850), "St.-Antonius abt " (1852) en "O.-L.-Vrouw van de Rozenkrans" (1867) zijn van de hand van P. de Clerck uit Ninove. Het meubilair dateert uit de 19e eeuw.